# Dicliptera ciliata
Dicliptera ciliata là một loài thực vật có hoa trong họ Ô rô. Loài này được Decne. mô tả khoa học đầu tiên năm 1834.